# Ngee Ann City
Ngee Ann City est un centre commercial de Singapour comprenant principalement des boutiques de luxe et une grande librairie de l'enseigne Kinokuniya.
Le centre abrite deux gratte-ciel jumeaux de 134 mètres de hauteur construits en 1993 conçus par Raymond Woo and Associates Architects, qui abritent des bureaux et des logements.